# 하야시 탄탄
하야시 탄탄(林丹丹, 1989년 7월 10일~) 일본 오사카 출신인 여자 배우이다.

## 생애
- 어머니가 중국인이며, 2008년 드라마 교섭인1로 데뷔하였다. 소속사는 오스카 프로모션이다.

## 출연 작품

### 드라마
- 2008년 《교섭인1》
- 2010년 《10년 후에도 너를 사랑해》
- 2012년 《닥터-X~외과의 다이몬 미치코~》

## 수상 경력
- 2009년 아시아 모델 페스티벌 어워즈 아시아 스타상
- 2006년 제11회 전일본 국민적 미소녀 콘테스트 그랑프리